# Hans-Peter Stähli
Hans-Peter Stähli (* 1935) ist ein Schweizer Hebraist.
Stähli studierte evangelische Theologie und orientalische Sprachen in Bern, Basel, Montpellier und Jerusalem. Von 1962 bis 1966 war er Fakultätsassistent an der Universität Bern. Von 1966 bis zu seinem Ruhestand war er Studienprofessor für Hebräisch an der Kirchlichen Hochschule Bethel. Er wurde 1977 an der Universität Bern mit einer Dissertation Knabe, Jüngling, Knecht. Untersuchungen zum Begriff [năʿǎr] im Alten Testament promoviert. Seine Hebräisch-Kurzgrammatik und sein Hebräisch-Vokabular erlebten mehrere Auflagen und wurden teilweise auch in andere Sprachen übersetzt.

## Schriften (Auswahl)
- Knabe, Jüngling, Knecht. Untersuchungen zum Begriff [năʿǎr] im Alten Testament, Lang, Frankfurt am Main u. a. 1978 (Beiträge zur biblischen Exegese und Theologie, Bd. 7) ISBN 3-261-02357-0
- Hebräisch-Kurzgrammatik, Vandenhoeck und Ruprecht, Göttingen-Zürich 1984, 3. Auflage 1992 ISBN 3-525-52177-4
- Hebräisch-Vokabular, Vandenhoeck und Ruprecht, Göttingen-Zürich 1984, 2. Auflage 1985 ISBN 3-525-52176-6
- Solare Elemente im Jahweglauben des Alten Testaments, Vandenhoeck und Ruprecht/Universitätsverlag Freiburg, Göttingen/Freiburg 1985 (Orbis biblicus et orientalis, Bd. 66) ISBN 3-7278-0335-5 / ISBN 3-525-53689-5
- Antike Synagogenkunst, Calwer, Stuttgart 1988 ISBN 3-7668-0823-0